# Nationaal park Rio Novo
Nationaal park Rio Novo is of was een nationaal park in Brazilië. De omvang en status zijn onbekend.